# Ronny Levy
Ronny Levy (ebraică רוני לוי; n. 14 noiembrie 1966) este un antrenor și fost jucător de fotbal israelian. În prezent antrenează echipa cipriotă Anorthosis Famagusta. Levy a fost unul dintre cei mai buni mijlocași defensivi din campionatul israelian câștigând campionatul cu Bnei Yehuda și cu Maccabi Haifa F.C..
Ca antrenor este considerat a fi foarte dur și extrem de dedicat profesional, având standarde ridicate și nefăcând compromisuri în ceea ce le cere jucătorilor. În perioada ianuarie-august 2010 a pregătit echipa Unirea Urziceni, din Liga I, cu care a încheiat în sezonul 2009-2010 pe locul secund în campionatul României. A părăsit echipa în startul sezonului 2010-2011, din cauza problemelor financiare ale clubului.
După un scurt mandat în Israel, la Beitar Jerusalem, a revenit în România ca antrenor la Steaua București. A fost prezentat oficial pe 10 iunie 2011 de către patronul Gigi Becali și managerul Mihai Stoica și și-a dat demisia pe 30 septembrie 2011. După două zile a fost instalat în funcția de antrenor la echipa Anorthosis Famagusta.

## Premii

### Ca jucător
- Israeli Premier League (2):
  - 1989-90, 1993-94

- Cupa Statală (2):
  - 1993, 1995

- Cupa Toto (1):
  - 1993-94

### Ca antrenor
- Campionatul de Tineret al Israelului (2):
  - 1998-99, 2002-03

- Cupa Statală de Tineret (3):
  - 1999, 2000, 2003

- Israeli Premier League (3):
  - 2003-04, 2004-05, 2005-06

- Cupa Toto (3):
  - 2001-02, 2005-06, 2007-08